# Rufford Old Hall

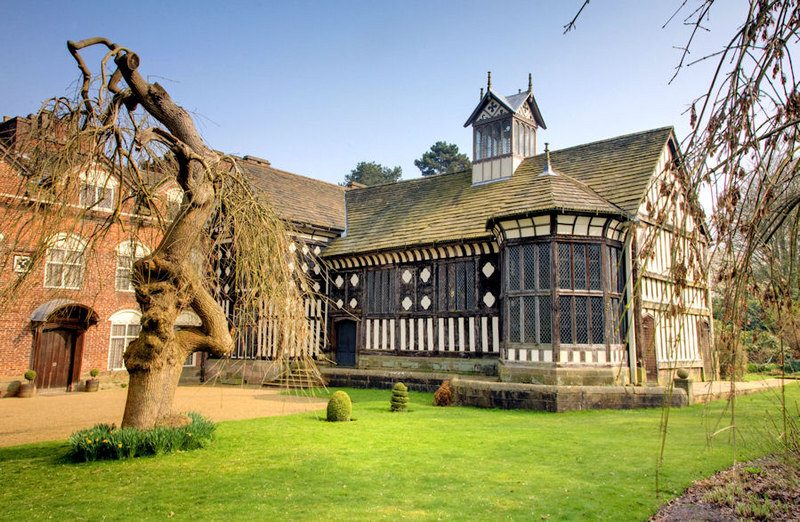
Ansicht des Rittersaals, des ältesten heute noch existierenden Teils des Landhauses

Die Rufford Old Hall ist ein Landhaus in Rufford in Lancashire. Sir Robert Hesketh ließ es um 1530 erbauen. Als einziges Gebäude der Anlage ist der Rittersaal bis heute erhalten. Ein aus Backsteinen erbauter Flügel im jakobinischen Stil wurde 1661 im rechten Winkel an den Rittersaal angebaut und in den 1820er-Jahren kam ein weiterer Flügel hinzu.
Rufford Old Hall wurde von English Heritage als Grad 1 eingestuft, ein Bauernhaus, eine Remise und Stallungen, etwa 10 Meter östlich des Rittersaals als Grad 2.

## Geschichte
Bis 1936 befand sich die Rufford Old Hall dauernd im Besitz der Familie Hesketh, die seit dem 15. Jahrhundert Lord of the Manor von Rufford waren. 1798 zog die Familie in die Rufford New Hall um. 1846 heiratete Sir Thomas Hesketh, 5. Baronet, Lady Anna Maria Arabella Fermor, Schwester und Erbin von George Fermor, 5. Earl of Pomfret.
Es gibt Hinweise darauf, dass Shakespeare im Rittersaal Theater gespielt haben soll. Um 1580 wurde Shakespeare von seinem Schulmeister aus Stratford-upon-Avon als Hilfslehrer in den Haushalt von Alexander Hoghton in der Lea Hall bei Preston, und der „wilim Shakeshaft nowe dwellynge with me“ (dt.: „Willim Shakeshaft, der jetzt bei mir wohnt“), auf den Hoghton sich in seinem Testament bezieht, ist fast sicher Shakespeare. Hoghton, der 1581 starb, hatte Sir Thomas Hesketh in seinem letzten Willen seine Musikinstrumente und „Playe Clothes“ (dt.: „Spielkleider“) vermacht. Etwa 1585 hatte sich Shakespeare Lord Stange's Men, einer Theatergruppe bei Lord Strange, Sohn von Lord Derby, angeschlossen, nachdem er von Sir Thomas Hesketh empfohlen wurde. In ihrem Buch Lancashire Legends von 1974 postuliert Kathleen Eyre, dass, obwohl „es nicht mehr als eine fromme Hoffnung wäre“, dass „William Shakeshaft“ (eine übliche Version von Shakespeares Name) ein junges Mitglied der Hesketh Company of Players gewesen wäre, die um 1585 in Rufford gastierten. Diese Zeit fällt mit Shakespeares Abwesenheit von Stratford-upon-Avon nach Rehdiebstählen in benachbarten Parks, insbesondere dem von Sir Thomas Lucy in Charlecote, zusammen.
1936 stiftete Thomas Fermor-Hesketh, 1. Baron Hesketh die Rufford Old Hall mit ihrer Waffen- und Rüstungssammlung und den Eichenmöbeln aus dem 17. Jahrhundert dem National Trust.

## Architektur

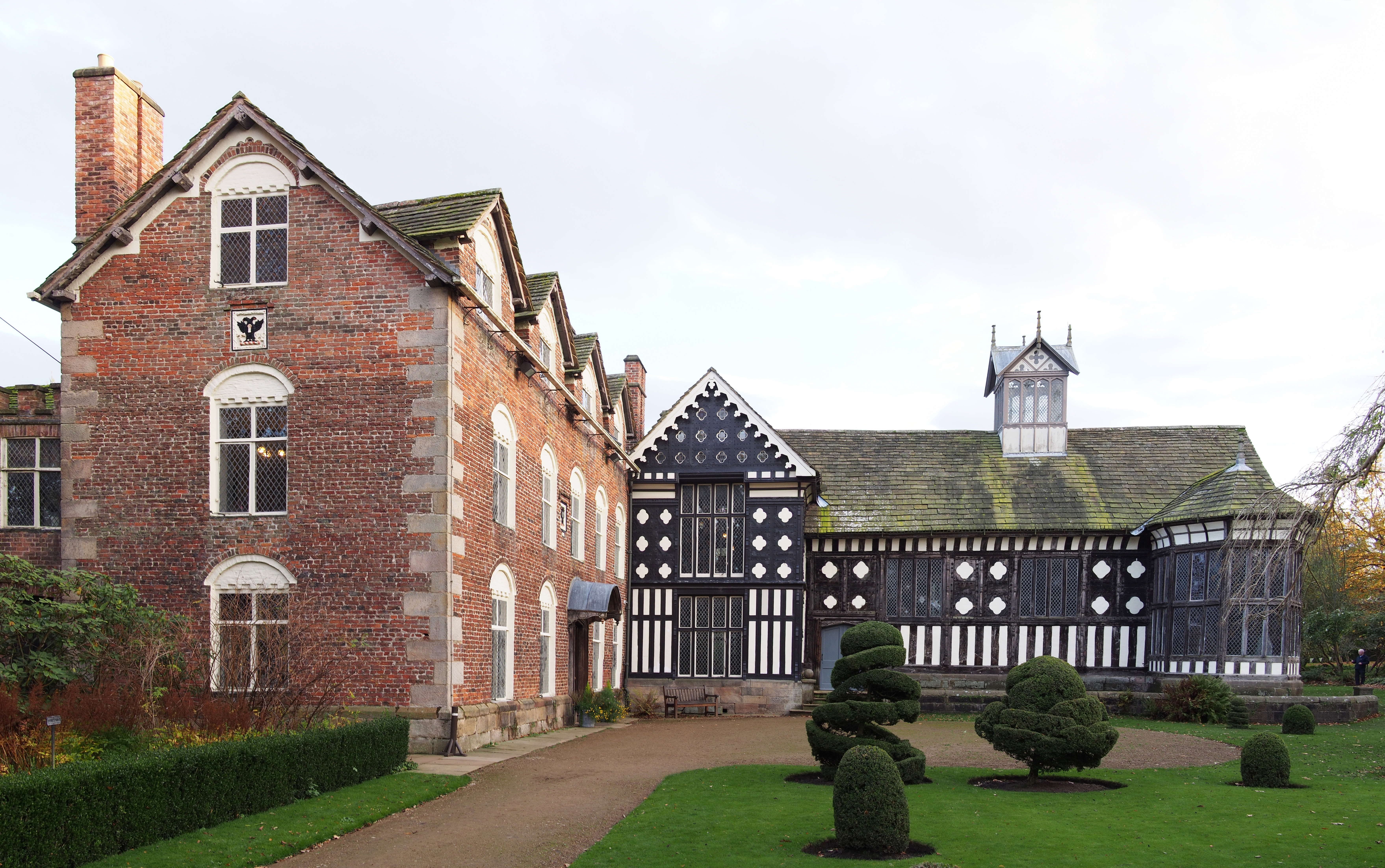
Vorderansicht

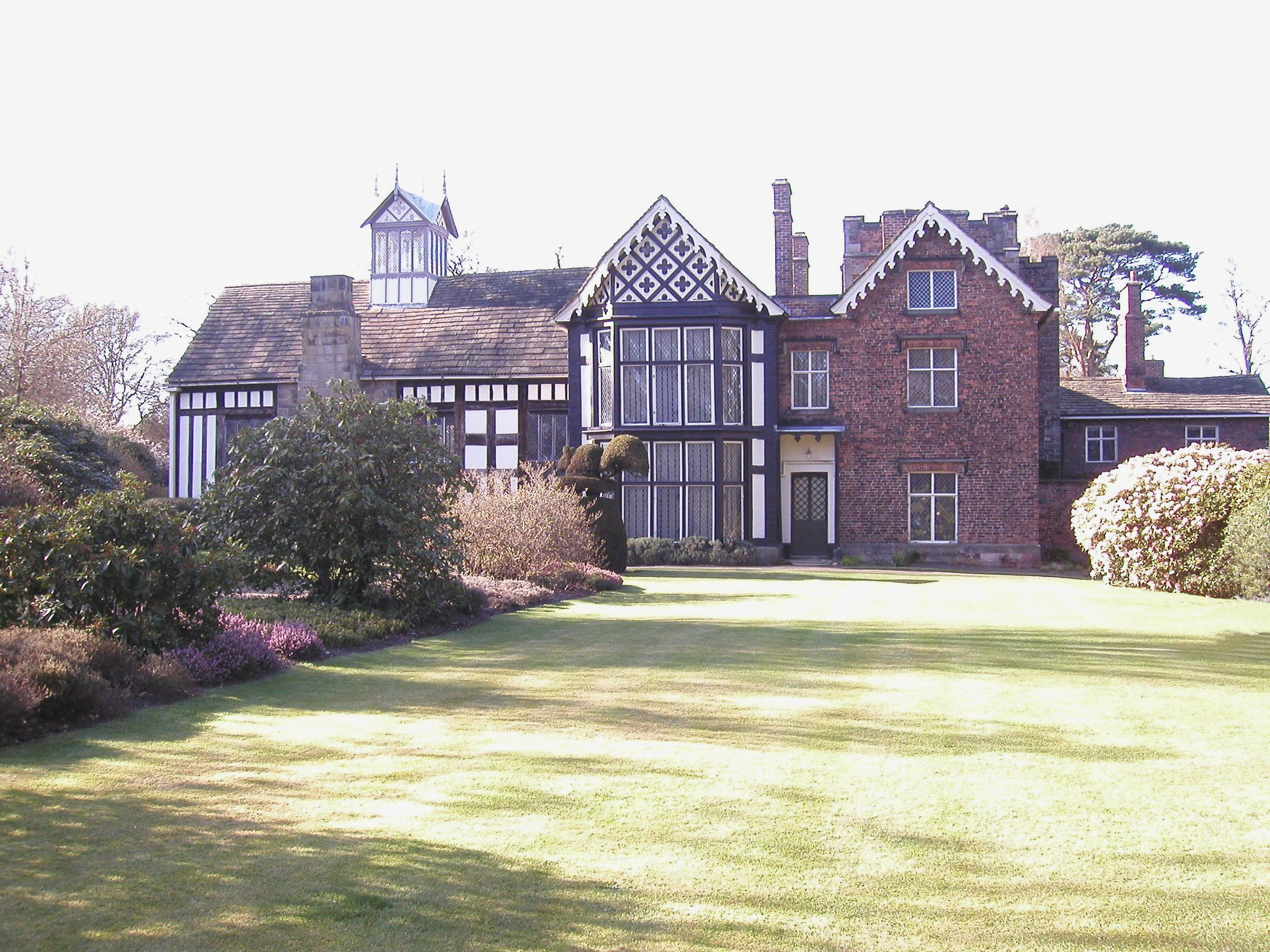
Rückansicht

Das Fachwerkhaus mit dem Rittersaal in spätmittelalterlicher Bauweise, die auch in der Zeit der Tudors weiter gepflegt wurde, ließ Sir Robert Hesketh um 1530 errichten. Der Saal, der den Südflügel bildete ist heute noch im Wesentlichen im selben Zustand wie nach seiner Fertigstellung, 14,2 Meter lang und 6,7 Meter breit. Das Fachwerk sitzt auf einer niedrigen Steinmauer. Der Saal hat einen gefliesten Boden, einen Steinkamin, fünf Erker und ein Hammerbalkengewölbe. Die fünf Hammerbalken tragen jeweils auf jeder Seite einen geschnitzten Engel. Aus einem vierblättrigen Hagioskop in einem Torbogen des Salons im zweiten Stock überblickt man den Saal.
1661 wurde ein Flügel aus Backsteinen im jakobinischen Stil im rechten Winkel an den Rittersaal angebaut. Er steht in Kontrast zum mittelalterlichen Gebäude mit der schwarz-weißen Holzstruktur. Dieser Flügel wurde aus kleinen, 5 cm großen Ziegeln, ähnlich wie die Bank Hall, das Carr House und die St.-Michaels-Kirche in Much Hoole, errichtet. Der Westflügel, der die Wohnräume für die Familie beherbergte, wurde möglicherweise durch einen Brand zerstört.
In den 1820er-Jahren wurde ein dritter Flügel an Stelle der mittelalterlichen Gesinderäume errichtet und ein burgartiger Turm wurde zwischen dem Rittersaal und dem Karl-II.-Flügel eingebaut. 1949 wurde ein Geheimraum, der im 16. Jahrhundert als Priesterloch diente, oberhalb des Rittersaals entdeckt.

## Innenräume

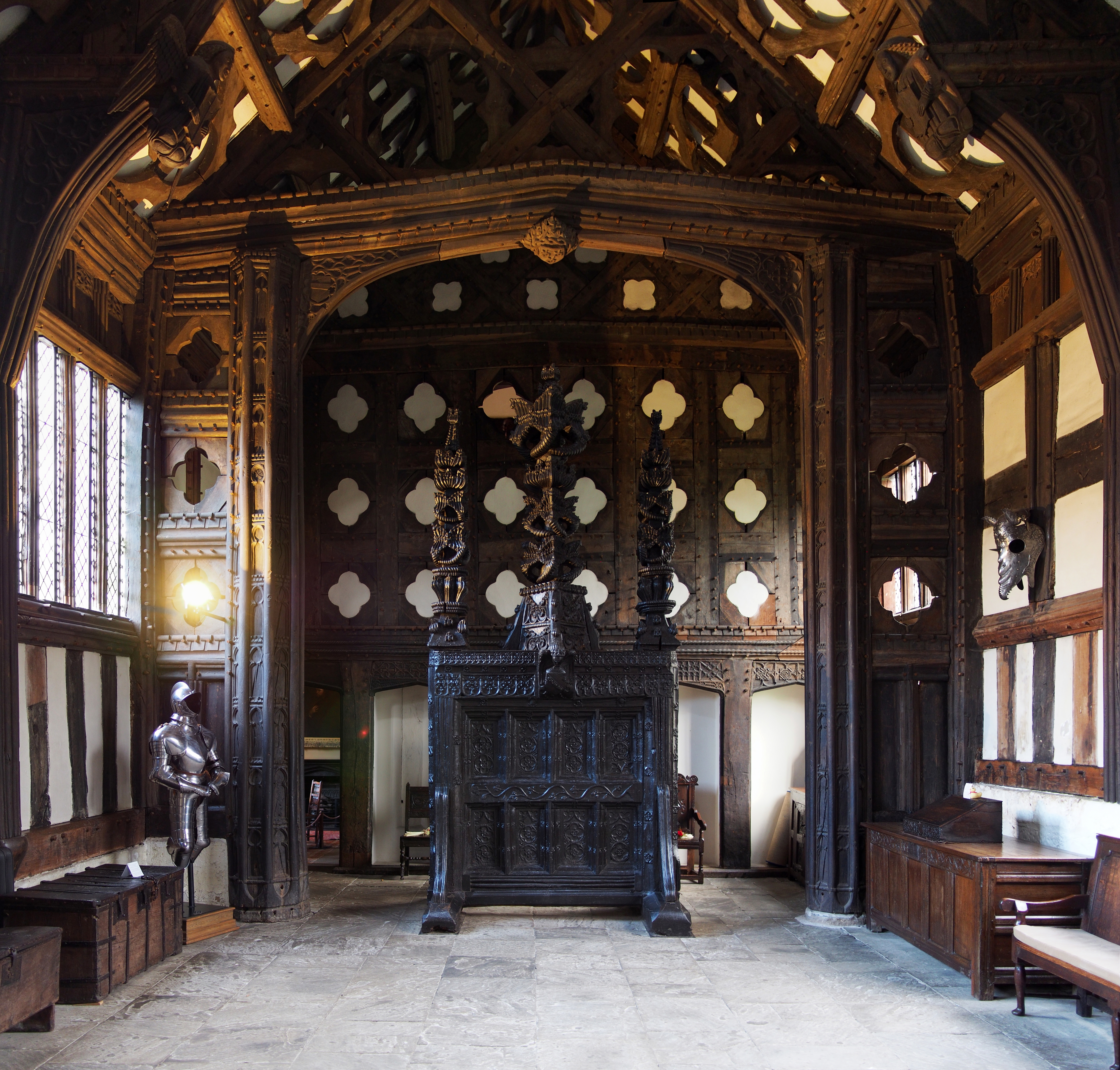
Das Innere des Rittersaals gegen die Holzverblendung

Eine freistehende, geschnitzte Holzverblendung aus Moorkienholz im Rittersaal wird zwischen 1530 und 1540 datiert. Nikolaus Pevsner beschreibt sie als „außergewöhnliche Verzierung, die man nirgendwo in England Ihresgleichen hat.“ Sie ist das einzige bis heute erhaltene Exemplar aus der ersten Hälfte des 16. Jahrhunderts. Die Verblendung steht an der Nordwand des Rittersaals und verdeckt den ursprünglichen Eingang zum Küchentrakt. Er hat drei spiralförmige Kreuzblumen, zwei äußere aus einem einzigen Holzbrett geschnitzt auf der Seite der Verblendung, die acht Maßwerke einrahmen. Am oberen Balken sind zwei Engel angebracht, ein männlicher und ein weiblicher, die Schilder mit den Wappen der Familien Fitton und Banastre tragen. Zwei horizontale Balken sind mit den senkrechten Balken verzapft. Drei Fehler wurden von den Kunsthandwerkern vermutlich eingebaut, um dem Vorwurf der Ketzerei zu entgehen, da man damals glaubte, dass nur Gott etwas Perfektes schaffen könnte: Ein Balken auf der Saalseite ist verkehrt herum eingebaut, an der gegenüber liegenden Seite hat ein Balken ein anderes Muster und ein Engel hat einen zusätzlichen Finger.
Im Treppenhaus hängt ein Gemälde von Godfrey Kneller das Thomas Hesketh, der 1722 das zweite Parlamentsmitglied für Preston war und den zweiten Gebäudeflügel in den 1720er-Jahren errichten ließ, zusammen mit seiner Frau Martha und seinem Sohn im Jahre 1723 zeigt.
Im Wohnzimmer findet sich die Kopie einer von Christopher Saxton geschaffenen Landkarte von Lancashire aus dem Jahre 1577.

## Gärten

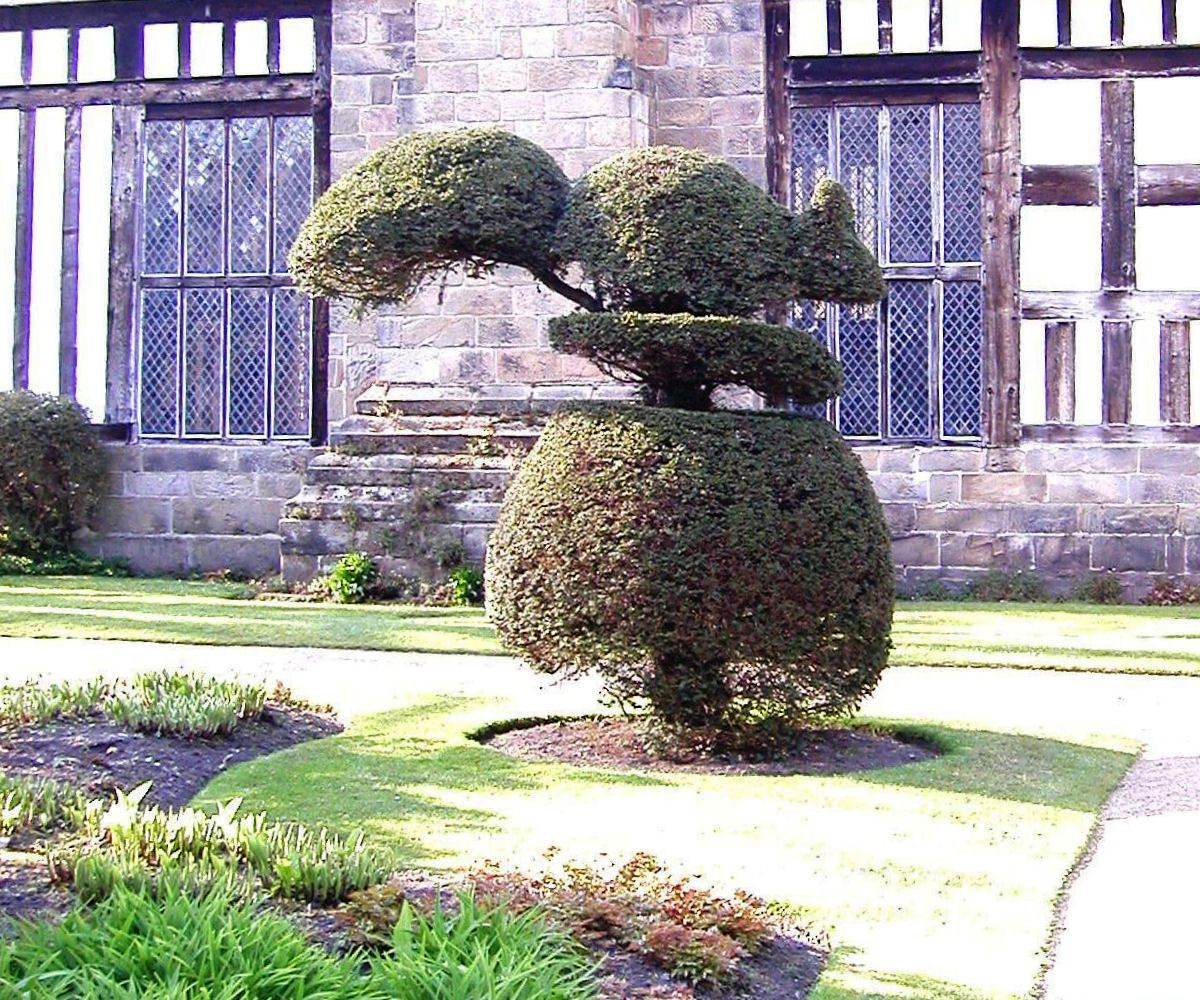
In Form eines Erdhörnchens geschnittene Hecke an der Rufford Old Hall

Hinter dem Landhaus und seitlich davon gibt es Gärten und Grünland und davor lichten Wald. Ein Abschnitt des Leeds-Liverpool-Kanals, der 1781 fertiggestellt wurde, verläuft wenig östlich des Anwesens. Bemerkenswertes Detail der Gartenanlage ist ein Paar in Form eines Erdhörnchens geschnittener Hecken.

## Geister
Im Rittersaal sollen die Graue Frau, Elisabeth I., sowie ein Mann in elisabethanischer Kleidung, spuken. Man hat auch schon eine männliche Figur über dem Kanal an der Rückseite des Gebäudes schweben sehen. Am 20. Februar 2010 machte das Team der paranormalen Fernsehserie Most Haunted Filmaufnahmen in der Rufford Old Hall.